# Immunothérapie
Ne doit pas être confondu avec Hyposensibilisation.
 (mai 2023).
Motif : Présence de hors-sujets ou points à la marge (immunosuppression  par exemple), de points annexes dont la pertinence est à démontrer (thérapie sérique, ITA, vaccins usuels)  tandis que le cœur du sujet n'est traité que de façon très partielle
 (janvier 2013).
Si vous disposez d'ouvrages ou d'articles de référence ou si vous connaissez des sites web de qualité traitant du thème abordé ici, merci de compléter l'article en donnant les références utiles à sa vérifiabilité et en les liant à la section « Notes et références ».
L'immunothérapie consiste à administrer des substances stimulant les défenses immunitaires du malade pour lutter contre des pathologies installées, le plus souvent des cancers, voire contre des maladies dégénératives. Ceci inclut les thérapies utilisant des protéines (anticorps) produites par les cellules du système immunitaire, en particulier les immunoglobulines, sans que l'objectif de cette thérapie ne soit nécessairement la stimulation de l'immunité. On distingue l'immunothérapie locale (rare) et l'immunothérapie générale (beaucoup plus fréquente).
Des ancêtres de l'immunothérapie contemporaine sont la « thérapie sérique » et l'immunothérapie allergénique[réf. nécessaire] mise au point par Leonard Noon et John Freeman en 1911. Les essais modernes d'immunothérapie remontent aux années 1970, basés sur des anticorps polyclonaux. Depuis, d'autres molécules sont arrivées sur le devant de la scène, telles les immunoglobulines monoclonales, et de façon moindre[réf. nécessaire] les interférons, les interleukines et les inhibiteurs de point de contrôle.

## Histoire médicale
Le Dr William Coley, reconnu comme l'ancêtre de l'immunothérapie anticancéreuse, a fourni en 1891 la première preuve que les toxines immunitaires bactériennes pouvaient réactiver le système immunitaire de l'hôte pour lutter contre la progression tumorale chez les patients cancéreux inopérables, sans connaître ni le mécanisme d'action les motifs moléculaires associés aux dégâts les récepteurs cibles et les cellules immunitaires,.
Des ancêtres de l'immunothérapie contemporaine[réf. nécessaire] sont la thérapie sérique et l'immunothérapie allergénique mise au point par Leonard Noon et John Freeman en 1911.
Avant la découverte des antibiotiques, l'administration passive d'anticorps s'est montrée pertinente pour traiter de nombreuses maladies infectieuses, bien avant les anticorps monoclonaux et l'utilisation récente des « biomédicaments ». Les thérapies sériques étaient déjà basées sur le transfert artificiel d'une immunité humorale d'un organisme à un autre (éventuellement d'une espèce animale à l'homme) ; on parle aussi de transfert artificiel d'immunité passive ou de TIP artificiel (TIP signifiant ici « transfert d'immunité passive »). Parfois très efficace, il a néanmoins posé de graves problèmes (dits « maladie sérique ») mais reste encore utilisé de nos jours pour quelques cas où les alternatives n'existent pas.
Puis, à partir des années 1940, la généralisation des antibiotiques et d'autres chimiothérapies antimicrobiennes a abouti à la suppression de la plupart des types de thérapies passives par anticorps (elles étaient plus dangereuse en termes d'effets secondaires difficiles à prévoir).
Dans les années 1990, la chimiothérapie antimicrobienne a perdu beaucoup de son efficacité en raison du développement de l'antibiorésistance et de maladies nosocomiales d'une part, et de la forte augmentation du nombre de patients immunodéprimés d'autre part (du fait de maladies telles que le VIH/SIDA, du nombre croissant de greffés et éventuellement de facteurs environnementaux tels que la pollution ou l'alimentation qui pourraient affecter les forces immunitaires). Au début du XXe siècle, le nombre de maladies émergentes ou ré-émergentes a augmenté.
Une alternative aux antibiotiques a été de développer des anticorps monoclonaux et de générer des thérapies à base d'anticorps humains puis de développer des dizaines de biomédicaments (souvent des anticorps produits par les moyens du génie génétique, via un animal, une plante, un champignon ou une bactérie transgénique biotechnologiquement modifiés afin de produire des protéines complexes et de grande taille que l'industrie chimique ou pharmaceutique classique serait incapable de produire par chimie de synthèse).
Au XXIe siècle, alors que l'antibiorésistance continue à se développer et que le risque pandémique augmente, les anticorps et les thérapies sériques ont à nouveau suscité un certain intérêt. Théoriquement, à chaque microbe pathogène correspond un anticorps qui freinera ou bloquera l'infection au profit de l'hôte. Le génie génétique permet aujourd'hui de reproduire avec plus ou moins de fidélité ces anticorps. Comparées à la chimiothérapie standard, les thérapies à base d'anticorps ont des avantages et des inconvénients importants.
En 2020 l'usage à grande échelle de l'immunothérapie aux États-Unis est envisagé dans le cadre de la pandémie de maladie à coronavirus de 2019-2020. Des essais cliniques ont été lancés en France, aux États-Unis et en Asie,.

## Objectifs thérapeutiques
Les thérapies sériques puis plus généralement l'immunothérapie peuvent :
- avoir un objectif général (il est alors atteint via le transfert d'anticorps produits dans le sang d'un organisme sain) ;
- cibler une maladie spécifique (dans ce cas, les anticorps sont transférés, avec le sang ou le sérum, d'un organisme ayant été infecté par le virus ou la bactérie que l'on souhaite combattre et déjà en voie de guérison) ;
- cibler une intoxication (le sérum provient alors d'un animal qui a résisté à la toxine en question, toxine botulique par exemple).

À noter que l'immunoscintigraphie (en) est une application diagnostique reposant aussi sur l'utilisation d'anticorps comme sonde spécifique mais marqués par fluorescence ou radioactivité faible et visualisés in vivo par imagerie. En immunothérapie, on utilise des anticorps modifiés pour être, seulement mais de façon plus critique, « humanisés » afin d'éviter les réactions de défense immunitaire parce que les quantités employées sont justement plus fortes.

## Immunothérapie des cancers

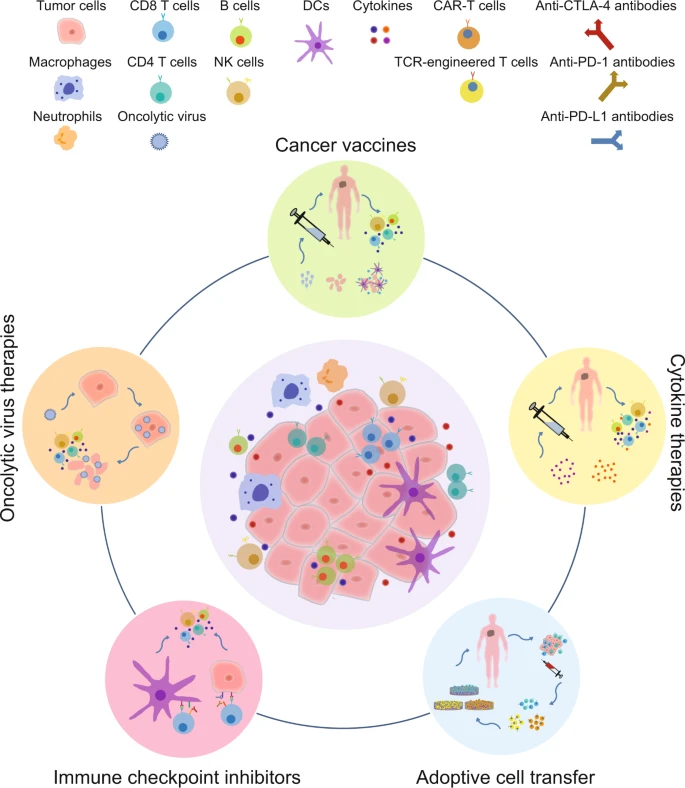
Les grandes catégories d’immunothérapie des cancers

Après des décennies de déceptions dans le traitement du cancer, l'immunothérapie a atteint une maturité ayant permis un changement de paradigme dans le traitement de nombreux types de tumeurs et de cancers. Avec une compréhension accrue du système immunitaire, la guérison est devenue une possibilité réelle pour de nombreux patients.
Un grand nombre de patients (environ la moitié) ne réagissent pas à un traitement par immunothérapie. Cela est dû entre autres à une réaction d'auto-défense des cellules tumorales et à l'action de cellules venant inhiber les cellules T intervenant dans le processus d'immunothérapie, en particulier celle de cellules myéloïdes infiltrantes tumorales (TIM).
Le taux de réponse durable (25 %) est environ deux fois supérieur qu'avec les traitements précédents,.

### Immunothérapie locale
Utilisée dans le cas du cancer de la vessie pour limiter les récidives à la suite de l'ablation chirurgicale du cancer. Le principe consiste à stimuler l'immunité locale par des irrigations locales de la vessie à l'aide d'une solution contenant du BCG.

## Immunothérapie dans les maladies auto-immunes
L'immunothérapie est également utilisée dans de nombreuses autres conditions pathologiques comme les maladies inflammatoires et neurodégénératives. Les anticorps ciblent par exemple la cytokine TNF-alpha dans la polyarthrite rhumatoïde, la protéine tau dans les tauopathies[réf. à confirmer], ou le NGF dans l'arthrose canine et féline.

## Effets secondaires de l'immunothérapie

### Effets neurologiques et psychiatriques
Les médicaments d'immunothérapies augmentent (plus ou moins selon le type de molécule mais de manière statistiquement significative) certaines comorbidités, notamment dans le cas de la polyarthrite rhumatoïde ; ils accroissent le risque de dépression (laquelle peut aggraver la douleur générale, de mauvais pronostic, le refus du traitement et une dégradation plus rapide de la qualité de vie du patient) ; ils peuvent également accroître le risque d'anxiété voire d'idées suicidaires et ce, plus fortement voire de manière « alarmante » pour certains médicaments (ex : méthotrexate, léflunomide, hydroxychloroquine et des médicaments dits biologiques (biotechnologiques) dans la littérature médicale anglophone ou médicaments antirhumatismaux modificateurs de la maladie DMARDs (en anglais : Disease-modifying antirheumatic drug).
Le léflunomide provoquerait le moins de troubles de santé mentale selon une étude de 2013. Dans une étude de 2013 basée sur 105 patients traités pour maladies rhumatismales, ceux qui prenaient des antirhumatismaux « modificateurs de la maladie » présentaient les taux les plus élevés de dépression, d'anxiété et d'idées suicidaires parmi tous les patients étudiés.

## Vaccin
L'immunothérapie antimicrobienne, qui comprend la vaccination, implique l'activation du système immunitaire pour répondre à un agent infectieux.

## Immunosuppression
La suppression immunitaire vise à tempérer voire supprimer une réponse immunitaire anormale par exemple dans le cadre des maladies auto-immunes ou à réduire une réponse immunitaire normale pour empêcher le rejet d'organes ou de cellules transplantés.

## Immunothérapie allergénique ou désensibilisation
L'immunothérapie allergénique (ITA), ou hyposensibilisation, est le seul traitement qui permette de traiter les allergies respiratoires — allergies aux pollens, aux acariens, aux poils de chat, etc. — en s’attaquant à la cause même de la maladie. En effet, l'ITA permet d'altérer le cours naturel de la maladie allergique et entraîne ainsi des rémissions de longue durée. Enfin, il est possible que l'ITA évite l'apparition de nouvelles sensibilisations, voire d'un asthme.
Le traitement se fait en augmentant graduellement les doses d'allergène (mithridatisation) pour permettre au système immunitaire de construire les anticorps correspondants (sous-classe IgG4). La dose de départ est souvent d'un facteur 1:10 000.
Selon l’Académie nationale de médecine, la désensibilisation précoce des patients allergiques permet de modifier l’histoire naturelle de la maladie en limitant l’acquisition de nouvelles sensibilisations ou en réduisant chez les enfants atteints de rhinite allergique le risque de développement ultérieur d’un asthme.
Deux formes d’administration du traitement existent : la voie injectable, la plus ancienne, sous-cutanée, faite en cabinet par un médecin toutes les 4 à 6 semaines ; et la voie sublinguale où l’on dispose, soi-même à domicile, quotidiennement, des gouttes sous la langue à jeun, selon la prescription de son allergologue. Plus pratique et présentant un excellent rapport bénéfice/risque, la désensibilisation sublinguale est la voie majoritairement utilisée aujourd'hui, bien qu'ayant une efficacité inférieure à la voie sous-cutanée et un coût supérieur. Depuis une quinzaine d’années, la voie sublinguale a connu un développement rapide, par la mise à disposition de traitements basés sur des extraits allergéniques administrés sous forme de gouttes et l'arrivée des premiers comprimés de désensibilisation au pollen de graminées avec AMM (autorisation de mise sur le marché).
La désensibilisation est aujourd'hui parfaitement reconnue et codifiée par un consensus international (ARIA, sigle en anglais : Allergic Rhinitis and its Impact on Asthma) sous l'égide de l'OMS. Ce consensus recommande, avec un niveau de preuve élevé, l'utilisation de la voie sublinguale, chez les patients atteints de rhinite allergique pour qui la désensibilisation est indiquée.
Découverte par Leonard Noon et John Freeman en 1911, l'immunothérapie allergénique représente le seul traitement étiologique des allergies respiratoires. Il est le seul médicament connu pour traiter non seulement les symptômes mais aussi les causes de l’allergie respiratoire.